# San Benedetto Ullano
San Benedetto Ullano (en albanese Shën Benedhiti) es una comuna de 1.666 habitantes de la provincia de Cosenza, pero desde la época medieval solo vive una minoría albanesa.
Ubicada al pie de la colina de Sant'Elia, a una altitud media de 460 m s. n. m., el centro se encuentra en el lado este de la cadena Paolana en una posición dominante sobre el valle de Crati.
Es uno de los pueblos ítalo-albaneses (arbëreshë) de Cosenza, fue durante mucho tiempo la principal comunidad albanesa de Calabria y como tal tuvo un Seminario desde 1732 para la formación de sus sacerdotes de rito greco-católico, luego transferido después de 1860 a San Demetrio Corone como internado nacional ítalo-albanés. Fue uno de los centros más destacados de la vida intelectual y civil de los albaneses en Calabria, y en el Risorgimento uno de los centros más activos de propaganda y acción insurreccional de la región. Sus habitantes conservan con tenacidad su identidad y cultura de origen, lengua, rito religioso y usos y costumbres tradicionales.

## Geografía

### Clima
Clasificación climática: zona D, 1750 GR/G

### Evolución demográfica
| Gráfica de evolución demográfica de San Benedetto Ullano entre 1861 y |
|                                                                       |
| Fuente ISTAT - Gráfica elaborada por Wikipedia                        |

## Personalidades de San Benedetto Ullano
- Abramo Mòsciaro (oriundo de San Benedetto Ullano[3] en 1901, residió principalmente en Roma y murió en 1979), fue un taquígrafo y el creador del sistema Stenital Mosciaro.